# Gereformeerd Politiek Jongeren Contact
Het Gereformeerd Politiek Jongeren Contact was de jongerenorganisatie van het GPV. 

## Ontstaan
De eerste Gereformeerde Politieke Jeugdstudieclub werd opgericht op 29 juni 1955 in Groningen. Leden moesten verplicht lid zijn van de Gereformeerde Kerk (Vrijgemaakt). Er ontstonden al snel meer GPJC's, die samen een landelijke contactvergadering oprichtten. Die oprichting vond plaats in 1958. Het eerste landelijke bestuur van de GPJC's bestond onder andere uit Jurn de Vries (voorzitter), Gert Slings (penningmeester) en André van Leeuwen (lid). Vanaf 29 februari 1964 werd het blad Jeugd & Politiek het verenigingsblad.

## De jaren zeventig en tachtig
Midden jaren 70 had de organisatie 1500 leden en zo'n 50 afdelingen. Later zakte dat weer wat in. Daarom werd in de jaren 80 de J&P Extra Club opgericht voor veertien- tot zeventienjarigen. Daardoor steeg het aantal leden tot boven de 2000. De GPJC organiseerde tal van activiteiten, waaronder het jaarlijkse congres. 

## De jaren negentig
Eind jaren 80 gaat het langzaamaan steeds minder met de GPJC. In de jaren 90 werd het verenigingsorgaan Jeugd & Politiek vervangen door Plein. De roep binnen de organisatie voor nauwere samenwerking met de RPF-jongeren wordt steeds groter, mede door het openbreken van de vrijgemaakte zuil. Er ontstaat een werkgroep met leden van beide verenigingen, Hermes genaamd, die de fusie moet voorbereiden. 
Op 23 september 2000 is het zo ver en fuseren GPJC en de RPF-jongeren met het tot PerspectieF, de jongerenorganisatie van de ChristenUnie.

## Trivia
Op de fusievergadering op 23 september 2000 waren naast het bestuur slechts 3 GPJC-leden aanwezig.